# Tipula (Eumicrotipula) bruchi
Tipula (Eumicrotipula) bruchi is een tweevleugelige uit de familie langpootmuggen (Tipulidae). De soort komt voor in het Neotropisch gebied.